# مذنب هولمز
المذنب هولمز (وتسميته الرسمية: 17P/ هولمز) هو مذنب دوري في النظام الشمسي، اكتشفه الفلكي البريطاني إدوين هولمز في 6 نوفمبر 1892. وعلى الرغم من أنه يكون خافتا جدا عادة، إلا أن هولمز أصبح ملحوظا خلال عودته في أكتوبر 2007، عندما سطع مؤقتا بعامل يبلغ حوالي نصف مليون، والذي كان أكبر انفجار معروف حدث لمذنب، وأصبح مرئيا للعين المجردة. كما أصبح لفترة وجيزة أكبر جسم في النظام الشمسي، حيث توسعت ذؤابته (كرة الغبار الرقيقة حول المذنب) إلى قطر أكبر من الشمس (على الرغم من أن كتلته ظلت ضئيلة).

## الاكتشاف

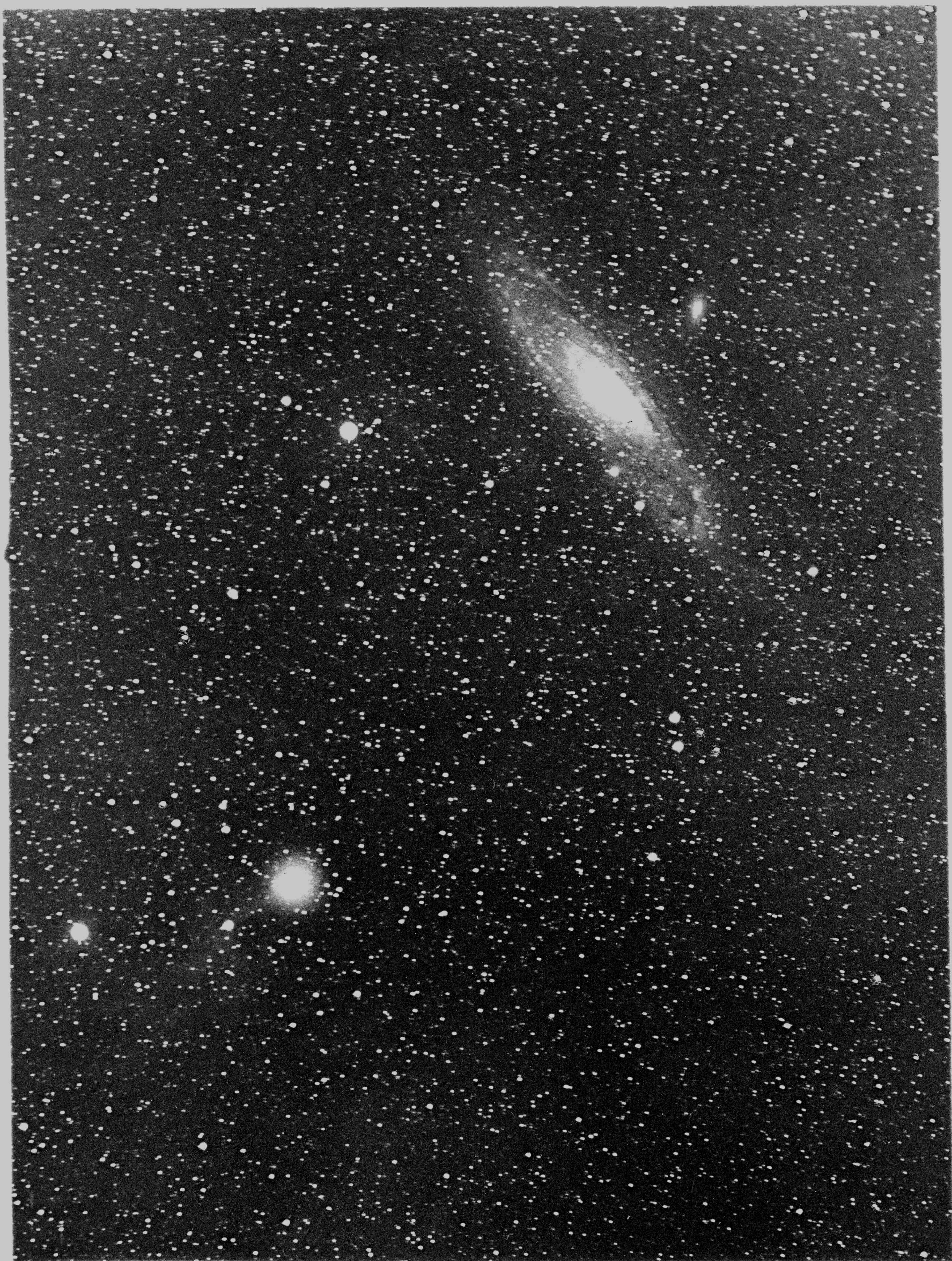
1892 نوفمبر 10, بالقرب من مجرة المرأة المسلسلة

تم اكتشاف المذنب هولمز من قِبل إدوين هولمز في 6 نوفمبر 1892، في حين كان يجري ملاحظات منتظمة على مجرة المرأة المسلسلة (M31). وكان اكتشافها في عام 1892 ممكنا بسبب زيادة حجمها المماثل لانفجار عام 2007؛ فقد سطع المذنب إلى حجم تقريبي 4 أو 5 مرات قبل يتلاشى من الرؤية على مدى عدة أسابيع.
وتم تأكيد اكتشاف المذنب من قِبل إدوارد والتر ماوندر (المرصد الملكي، غرينتش، إنجلترا)، ووليام هنري ماو (كنسينغتون، لندن، إنجلترا)، وب. كيد (براملي، سري، إنجلترا).
وقد قام توماس ديفيد أندرسون (إدنبره، اسكتلندا) باستكشافات مستقلة في 8 نوفمبر/ تشرين الثاني، وأيضا مايك براون (ويلكس، الولايات المتحدة الأمريكية) وجون إوين دافيدسون (ماكاي، كوينزلاند، أستراليا) في 9 نوفمبر/ تشرين الثاني.
أجريت الحسابات الأولى للمدار البيضاوي 17P / هولمز من قِبل هاينريش كروتز وجورج ماري سيرل بشكل مستقل كل على حدة. وفي نهاية المطاف أنشأت مدارات إضافية تاريخ الحضيض 13 يونيو، والفترة المدارية 6.9 سنوات. وأثبتت هذه الحسابات أن ذلك المذنب لم يكن عودة للمذنب بييلا.
وقد لوحظت مظاهر عام 1899 وعام 1906، ولكن المذنب فُقِدَ (انظر المذنب المفقود) بعد عام 1906، حتى تم أعيد اكتشافه في 16 يوليو 1964، من قِبل إليزابيث رومر (المرصد البحري بمحطة فلاجستاف، أريزونا، الولايات المتحدة). وبمساعدة تنبؤات الكمبيوتر لبرايان مارسدن، يتم ملاحظة المذنب عند كل عودة.

## انفجار عام 2007

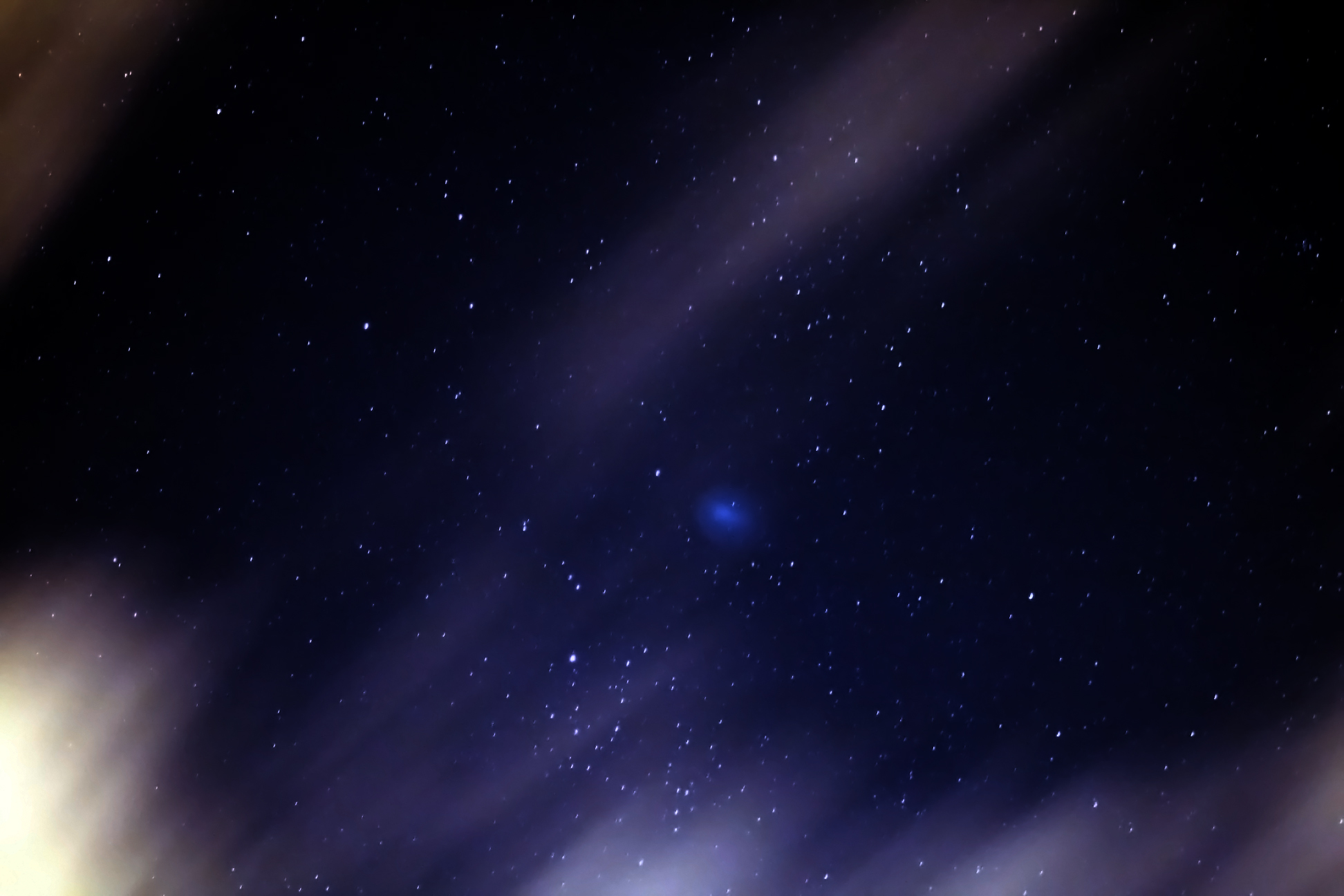
مذنب هولمز/17P قصير الأمد

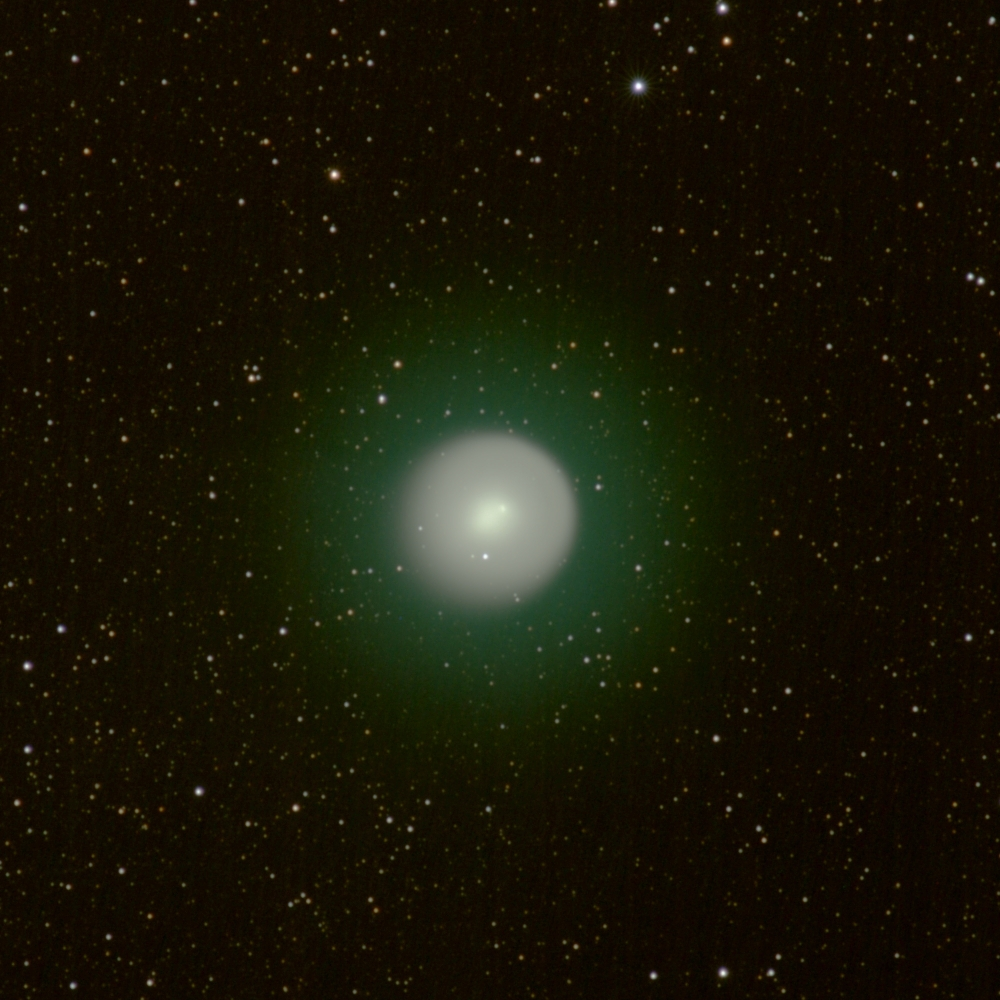
Comet 17P/Holmes, 2007/11/02

خلال عودته عام 2007، سطع هولمز بشكل غير متوقع من حجم حوالي 17 إلى حوالي 2.8 في فترة 42 ساعة فقط، مما جعله مرئيا للعين المجردة. وهذا يمثل تغيرا في السطوع بعامل يبلغ حوالي نصف مليون، وهو أكبر انفجار عُرِف من قِبل مذنب. واستمر الانفجار من 23 إلى 24 أكتوبر/ تشرين الأول 2007. وكان أول شخص يلاحظ حدوث تغيير هو ج. أ. هينريكيز سانتانا في تنريفي في جزر الكناري، وبعد دقائق، لاحظ رامون نافيس في برشلونة المذنب في حجم 7.3. وأصبح مرئيا بسهولة للعين المجردة على أنه نجمة «صفراء» مشرقة في كوكبة حامل رأس الغول. وبحلول 25 أكتوبر، ظهر 17P/ هولمز كثالث «النجوم» الأكثر سطوعا في تلك الكوكبة.
على الرغم من أن التلسكوبات الكبيرة قد أظهرت بالفعل تفاصيل المذنبة على نطاق واسع، إلا أن المراقبين بالعين المجردة رأوا هولمز على أنه مجرد نجم حتى 26 أكتوبر/ تشرين الأول. بعد ذلك التاريخ، بدأ 17P/ هولمز في الظهور بشكل المذنب للعين المجردة. ويرجع ذلك إلى أن مداره أخذه خلال انفجار المذنب إلى مقابلة قريبة بالأرض، ولأن ذيل المذنب يشير بعيدا عن الشمس، فإن مراقبي الأرض كانوا ينظرون مباشرة على طول ذيل 17P/ هولمز، مما جعل المذنب يظهر كمجال مشرق.
واستنادا إلى الحسابات المدارية واللمعان قبل انفجار عام 2007، قُدرت نواة المذنب عند 3.4 كم.
لم يصبح المذنب هولمز أكثر إشراقا فقط، لكنه تضخم أيضا في الحجم مع توسع الذؤابة. وفي أواخر تشرين الأول/ أكتوبر 2007، ارتفع قطر الذؤابة الظاهري من 3.3 جزء من الدقيقة إلى أكثر من 13 جزء من الدقيقة، أي حوالي نصف قطر القمر في السماء. وعلى مسافة حوالي 2 وحدة فلكية، ويعني ذلك أن القطر الحقيقي للذؤابة قد تضخم إلى أكثر من مليون كيلومتر، أو حوالي 70٪ من قطر الشمس. وبالمقارنة، فإن القمر على بعد 380,000 كم من الأرض. لذلك، خلال انفجار المذنب هولمز 2007، كان مجال الذؤابة أوسع من قطر مدار القمر حول الأرض. وفي نوفمبر 2007، انتشرت الذؤابة إلى حجم أكبر من الشمس، وأعطت لفترة وجيزة أكبر امتداد جوي في النظام الشمسي.
لم يُعرف السبب الأكيد للانفجار. وقد تكون نتجت سحابة ضخمة من الغاز والغبار من الاصطدام مع نيزك أو، على الأرجح، من تراكم الغاز داخل نواة المذنب الذي انفجر في نهاية المطاف من خلال السطح. ومع ذلك، اقترح باحثون في معهد ماكس بلانك في ورقة بحثية نشرت في مجلة علم الفلك والفيزياء الفلكية أنه يمكن تفسير الإشراق بأنه غطاء غبار سميك ومضاد للهواء وآثار تسامي الماء، مع هيكل المذنبة المسامي، مما وفر مساحة أكبر للتسامي وصلت إلى رتبة أكبر من القدر الظاهري. وقد كان تم تخزين الطاقة من الشمس - العزل - في غطاء الغبار والنواة خلال الأشهر التي سبقت الانفجار.
وظل المذنب مرئيا في فبراير 2008، على الرغم من أنه أصبح هدفا صعبا بحوالي قدر ظاهري +5 في كوكبة حامل رأس الغول. وقد توسع إلى أكثر من درجتين من القوس كما تمت رؤيته من الأرض، وبالتالي كان سطوعه السطحي قليلا جدا.
| في 25 أكتوبر، ظهر المذنب في شكل نجم جديد مشرق في كوكبة حامل رأس الغول.]].                                                 | الحركة مع توسع سحابة الغبار محاكاة تظهر القطر الزاوي من سحابة الغبار المتوسعة لمدة 120 يوما بعد الحدث الأول في 24 تشرين الأول/ أكتوبر. وقد انخفض سطوع السطح مع مرور الوقت. | يظهر هذا المركب الصوري حجم وحركة المذنب في كوكبة حاكل رأس الغول من 25 أكتوبر 2007 حتى 9 مارس 2008. |
| المدار 17P/ هولمز هو مذنب دوري في مدار مائل بيضاوي الشكل بين المريخ والمشتري. وكان المذنب أقرب إلى الشمس يوم 4 مايو 2007. | | |

وحدث انفجار من 3-4 درجات في يناير 2015، ولكن لا يزال بحاجة إلى تلسكوب كبير لرؤيته.